# てんぷれっ!!
『てんぷれっ!!』は、CIRCUSより2018年4月27日に発売された18禁恋愛アドベンチャーゲーム。

## ストーリー
主人公は創作物でありきたりのパターンが現実に起きるという体質の持ち主で様々な出来事に出くわす。

## 登場人物
櫻井 空良（さくらい そら）
本作の主人公。天文部の部長でもある。
櫻井 詩央（さくらい しお）
声：秋野花
義理の妹で料理は下手。
恋祝 星七（こいわい せな）
声：花澤さくら
幼馴染のおねえちゃんで主人公を甘やかしてしまう。
古坂 未依（こさか みより）
声：歩サラ
ある目的のために主人公を調査するために転校してきたメイド。
藤宮 凜音（ふじみや りんね）
声：遥そら
委員長。
茉理お嬢様（まつり）
声：八尋まみ
主人公に一目ぼれしてしまったお嬢様。
望月 ルリ（もちづき ルリ）
声：綾音まこ
主人公のクラスの担任で、天文部の顧問。

## スタッフ
- キャラクターデザイン：鷹乃ゆき、たにはらなつき、蜜桃まむ、如月ゆう、しゃゆり
- シナリオ：へくちゅん、夜村卓、日富美信吾、屑美たけゆき、相良中通